# 阿登摩爾 (伊利諾伊州)
阿登摩爾（英語：Adenmoor）是位於美國伊利諾伊州克拉克縣的一個非建制地區。該地的面積和人口皆未知。

## 地理
阿登摩爾的座標為39°21′57″N 87°47′48″W / 39.36583°N 87.79667°W，而該地的平均海拔高度為189米（即620英尺）。